# ナチュラル・ダイニング
ナチュラル・ダイニング株式会社は、かつて存在した日本のレストラン運営企業。日本KFCホールディングスのグループ会社だった。

## 概要
日本ケンタッキー・フライド・チキン (日本KFC)はヤム・ブランズとのライセンスにより、宅配ピザチェーン店「ピザハット」を手掛けていたが、そのブランドを活かしたビュッフェレストラン業態がピザハット・ナチュラルである。 当初は日本KFCが展開していたが、日本KFCの持株会社移行に伴い、当社が事業を承継して運営していた。しかし2016年5月31日に最後の店舗が閉店してブランドが消滅。当社についても同年12月に解散を決議した。

## 沿革
- 2009年5月20日 - 日本ケンタッキー・フライド・チキンがピザハット・ナチュラル1号店を千葉県佐倉市にオープン[2]。
- 2014年4月1日 - 日本KFCのPHN事業をレッドルーフ・ナチュラル株式会社へ吸収分割により事業承継[3]。レッドルーフ・ナチュラル株式会社はナチュラル・ダイニング株式会社に商号変更[4]。
- 2016年5月31日 - 最後に残っていたピザハット・ナチュラルの店舗であるアリオ川口店が閉店。
- 2016年12月15日 - 日本KFCホールディングスが、ナチュラル・ダイニングの解散を決議[1]。
- 2017年4月26日 - 法人格消滅。